# Sorry Seems to Be the Hardest Word
"Sorry Seems to Be the Hardest Word" er en sang af den britiske sanger Elton John fra albummet Blue Moves (1976). Sangen blev skrevet af John og Bernie Taupin.

## Udgivelse
Sangen blev udgivet i 1976 som albummets første single og var Elton Johns anden single med pladeselskabet Rocket Records efter "Don't Go Breaking My Heart". Sangen er en trist ballade om et romantisk forhold der falder fra hinanden.
Sangen var et Top 20-hit på mange hitlisterne og nåede nummer elleve i Storbritannien på UK Singles Chart og nummer seks i USA på Billboard Hot 100. Sangen blev certificeret guld den 25. januar 1977 af Recording Industry Association of America.